# FINA Water Polo World Cup 1999 (femminile)
La Coppa del Mondo femminile di pallanuoto 1999 è stata la 12ª edizione della manifestazione che a partire dal 1989 veniva organizzata ogni due anni dalla FINA, per poi passare a cadenza quadriennale a partire dal 2002. Le nazioni partecipanti venivano scelte fra le 8 prime classificate del campionato mondiale precedente.
Tale manifestazione servì anche per stabilire quali squadre si sarebbero qualificate per i Giochi Olimpici 2000 di Sydney (Australia). Della classifica finale si sarebbero qualificate la prima europea e la prima americana, mentre le altre (ad eccezione dell'Australia, qualificata di diritto come paese ospitante) avrebbero dovuto svolgere un torneo di qualificazione.

## Squadre partecipanti
Le squadre sono elencate secondo l'ordine di classifica del campionato mondiale 1998.
- Italia
- Paesi Bassi
- Australia
- Russia
- Grecia
- Canada
- Ungheria
- Stati Uniti

## Formula
Le 8 squadre partecipanti vengono suddivise in due gironi da quattro squadre ciascuno. Ciascuna squadra affronta le altre tre incluse nel proprio girone una sola volta, per un totale di tre partite per ciascuna squadra. Alla fine di tale fase le prime due di ciascun girone disputano le semifinali ad incrocio (1ª del gruppo A vs. 2ª del gruppo B e viceversa). Terze e quarte si sfidano per i posti dal 5º all'8º.

## Turno preliminare

### Gruppo A
|   | Squadra  | Punti | G | V | N | P | GF | GS | DR  |
| - | -------- | ----- | - | - | - | - | -- | -- | --- |
| 1 | Italia   | 4     | 3 | 1 | 2 | 0 | 17 | 7  | +10 |
| 2 | Ungheria | 4     | 3 | 1 | 2 | 0 | 13 | 12 | +1  |
| 3 | Russia   | 3     | 3 | 1 | 1 | 1 | 19 | 17 | +2  |
| 4 | Grecia   | 1     | 3 | 0 | 1 | 2 | 9  | 22 | -13 |

24 maggio
| Ungheria | 1 – 1 | Italia |
| Grecia   | 4 – 7 | Russia |

25 maggio
| Ungheria | 8 – 7  | Russia |
| Grecia   | 1 – 11 | Italia |

26 maggio
| Italia   | 5 – 5 | Russia |
| Ungheria | 4 – 4 | Grecia |

### Gruppo B
|   | Squadra     | Pts | G | V | N | P | GF | GS | DR |
| - | ----------- | --- | - | - | - | - | -- | -- | -- |
| 1 | Australia   | 5   | 3 | 2 | 1 | 0 | 21 | 17 | +4 |
| 2 | Paesi Bassi | 4   | 3 | 2 | 0 | 1 | 29 | 22 | +7 |
| 3 | Stati Uniti | 3   | 3 | 1 | 1 | 1 | 18 | 20 | -2 |
| 4 | Canada      | 0   | 3 | 0 | 0 | 3 | 18 | 27 | -9 |

24 maggio
| Stati Uniti | 4 – 4  | Australia |
| Paesi Bassi | 12 – 6 | Canada    |

25 maggio
| Paesi Bassi | 6 – 8 | Australia |
| Stati Uniti | 6 – 5 | Canada    |

26 maggio
| Stati Uniti | 8 – 11 | Paesi Bassi |
| Australia   | 9 – 7  | Canada      |

## Fase finale

### Semifinali
28 maggio
| Russia      | 6 – 8 | Canada |
| Stati Uniti | 9 – 7 | Grecia |

| Italia    | 4 – 7 | Paesi Bassi |
| Australia | 6 – 3 | Ungheria    |

### Finale 7º-8º posto
29 maggio
| Russia | 13 – 4 | Grecia |

### Finale 5º-6º posto
29 maggio
| Canada | 6 – 4 | Stati Uniti |

### Finale 3º-4º posto
29 maggio
| Italia | 6 – 5 dts | Ungheria |

### Finale
29 maggio
| Paesi Bassi | 7 – 6 | Australia |

## Classifica finale
| Vincitore Coppa del Mondo (8º titolo) | Vincitore Coppa del Mondo (8º titolo) |
| ------------------------------------- | ------------------------------------- |
| PAESI BASSI                           |                                       |
| Posizione                             | Squadra                               |
| 2                                     | Australia                             |
| 3                                     | Italia                                |
| 4                                     | Ungheria                              |
| 5                                     | Canada                                |
| 6                                     | Stati Uniti                           |
| 7                                     | Russia                                |
| 8                                     | Grecia                                |

- Paesi Bassi e Canada qualificate ai Giochi Olimpici 2000.